# Peosidrilus dalei
Peosidrilus dalei är en ringmaskart som beskrevs av Erséus 1992. Peosidrilus dalei ingår i släktet Peosidrilus och familjen glattmaskar. Inga underarter finns listade i Catalogue of Life.